# Tarrafal (municipalité du Cap-Vert)
Pour les articles homonymes, voir Tarrafal.
La municipalité de Tarrafal est une municipalité (concelho) du Cap-Vert, située au nord de l'île de Santiago, dans les îles de Sotavento. Son siège se trouve à Tarrafal.

## Population
Lors du recensement de 2010, la municipalité comptait 18 565 habitants.

## Personnalités liées à la commune
- Pedro Celestino Silva Soares, footballeur
- Janício Martins, footballeur,
- Elisabeth Moreno, dirigeante d'entreprise.